# 2018년 12월
| 2018년: 1월 · 2월 · 3월 · 4월 · 5월 · 6월 · 7월 · 8월 · 9월 · 10월 · 11월 · 12월 |

| \| 2018년 12월 1일 (토요일) \| \| 편집 \| |  |      |
| 국제 관계 - 미국 도널드 트럼프 대통령과 중화인민공화국 시진핑 주석이 관세 부과와 관련한 무역 분쟁을 90일간 중단하기로 합의하였다. 아르헨티나 부에노스아이레스에서 열린 2018 G20 정상회의에서 만난 양측은 이후 협상을 통해 관련 문제를 논의하기로 하였다. 경제와 비즈니스 - 대한민국에서 이동통신 3사(KT, SK텔레콤, LG유플러스)가 오전 0시에 일제히 5세대 이동 통신(5G) 전파를 첫 송출하였다. 법과 범죄 - 대한민국 경찰청은 12월 1일부터 한 달 간 전좌석 안전벨트 미착용과 고속도로 불법행위 집중단속, 자전거 음주운전에 대한 특별 단속을 시행한다고 밝혔다. 사고 - 대한민국 산림청 소속 헬기가 산불진화를 위해 김포공항에서 이륙하던 중, 강동대교 부근 한강 상류부에 추락하여 1명이 사망하고, 2명이 중상을 입었다. 재해 - 2018년 앵커리지 지진: 미국 알래스카에서 규모 7.0의 강진이 발생하여 도로, 철도, 공항이 폐쇄되었다. |  |      |
| 2018년 12월 1일 (토요일) |  | 편집 |

| 2018년 12월 1일 (토요일) |  | 편집 |

| \| 2018년 12월 2일 (일요일) \| \| 편집 \| |  |      |
| 국제 관계 - 기후변화에 관한 유엔 기본 협약(UNFCC) 제24차 당사국 총회(COP24)가 폴란드 카토비체에서 열렸다. 총회는 12월 2일부터 12월 14일까지 진행된다. |  |      |
| 2018년 12월 2일 (일요일) |  | 편집 |

| 2018년 12월 2일 (일요일) |  | 편집 |

| \| 2018년 12월 3일 (월요일) \| \| 편집 \| |  |      |
| 경제와 비즈니스 - 카타르가 2019년 1월 1일부로 석유 수출국 기구(OPEC)에서 탈퇴한다고 밝혔다. 과학과 기술 - 미국 항공우주국(NASA)의 오시리스-렉스 탐사선이 소행성 베누(101955 Bennu) 상공에 도착하였다. 탐사선은 소행성 관측 및 샘플 리턴 미션 등을 수행하게 되며, 2023년 9월경 지구로 되돌아올 예정이다. 군사 - 바레인에 주둔하는 미 5함대의 사령관 스콧 스터니(Scott Stearney) 해군 중장이 숙소에서 숨진 채 발견되었다. 무력 충돌과 공격 - 프랑스 시위와 충돌: 프랑스 샹젤리제 거리 등 파리 중심가에서 벌어진 이른바 '노란 조끼' 시위가 격화해 폭력 사태로 번지자, 프랑스 정부가 강경 대응에 나섰다. 시위가 집중된 개선문에서는 '무명 용사의 묘'가 훼손되고, 시위 과정에서 경찰차에 있던 소총이 도난당하기도 하였다. |  |      |
| 2018년 12월 3일 (월요일) |  | 편집 |

| 2018년 12월 3일 (월요일) |  | 편집 |

| \| 2018년 12월 4일 (화요일) \| \| 편집 \| |  |      |
| 무력 충돌과 공격 - 노란 조끼 시위: 프랑스 남부 항구도시 마르세유에서 벌어진 시위에서 사망자가 추가로 발생하였다. 노란 조끼 시위가 개시된 이래 관련 사망자가 모두 4명으로 늘었다. 법과 범죄 - 경기도지사 이재명의 부인 김혜경이 검찰에 출석하였다. 사건사고 - 고양시 온수배관 파열사고: 경기도 고양시 백석동에서 온수배관이 파열되어 일대의 난방 공급이 일시적으로 중단되었으며, 유출된 온수로 인하여 1명의 사망자와 다수의 중·경상자가 발생하였다. |  |      |
| 2018년 12월 4일 (화요일) |  | 편집 |

| 2018년 12월 4일 (화요일) |  | 편집 |

| \| 2018년 12월 5일 (수요일) \| \| 편집 \| |  |      |
| 과학과 기술 - 대한민국의 우주 개발: 프랑스령 기아나 우주센터에서 대한민국 독자기술 개발 첫 정지궤도위성 천리안 2A호가 발사에 성공하였다. 군사 - 대한민국 국방부는 24년 만에 최대 규모로 군사시설 보호구역을 해제하였다. 무력 충돌과 공격 - 노란 조끼 시위: 에두아르 필리프 프랑스 총리는 에마뉘엘 마크롱 프랑스 대통령의 유류세 인상 계획이 대규모 항의 시위로 최소 6개월 동안 중단될 것이라고 발표하였다. 법과 범죄 - 덴마크의 스포츠 의류, 용품 제조 회사 험멜은 아프가니스탄 여성 축구 대표 선수들이 코치들과 직원들에 의해 성적 학대를 당했다고 주장한 후에 아프가니스탄 축구 연맹 대한 지원을 중단하였다. - 고양시 온수배관 파열사고: 대한민국 경찰은 현장 수사를 통하여 파손된 배관의 상태와 구멍 크기 등을 1차로 조사하였고, 피해자, 한국지역난방공사 직원, 배관을 관리하는 하청업체 직원 등을 조사하였다. 과실이 있는 관계자는 업무상 과실치사 등 혐의로 형사 입건할 계획이다. 재해 - 2018년 12월 누벨칼레도니 지진: 프랑스령 누벨칼레도니에서 모멘트규모 7.5의 지진이 발생하였다. - 대한민국 경상북도 영덕군 동쪽 23km 해역에서 규모 2.5 지진이 발생하였다. |  |      |
| 2018년 12월 5일 (수요일) |  | 편집 |

| 2018년 12월 5일 (수요일) |  | 편집 |

| \| 2018년 12월 6일 (목요일) \| \| 편집 \| |  |      |
| 사건사고 - 일본 남쪽 태평양상에서 훈련 중이던 미국 해병대 소속 항공기 2대가 해상에 추락해 2명은 구조되고 5명이 실종되는 사고가 발생하였다. - KBS 1TV 오늘밤 김제동의 12월 4일 방송에서 김정은을 찬양하는 '위인 맞이 환영단' 단장과의 인터뷰를 내보낸 이후, 국가보안법 위반이라는 논란이 일자, 제작진이 입장을 밝혔다. - 아프가니스탄 선거관리위원회는 후보자의 사기 및 부정으로 카불에서 진행된 모든 투표가 무효로 처리되었다고 발표하였다. 스포츠 - 토트넘 홋스퍼 FC의 손흥민은 영국 런던 웸블리 스타디움에서 열린 2018~2019 잉글리시 프리미어리그 사우스햄튼전서 유럽 통산 100호 골을 달성하였다 경제와 비즈니스 - 프록터 앤드 갬블은 대한민국에서 30년 만에 생리대 사업을 중단하였다. 법과 범죄 - 대한민국에서 극단주의 테러조직 IS를 추종하는 활동을 하며 단체 가입을 선동했다가 처음으로 테러방지법이 적용돼 기소된 30대 시리아인에게 실형이 선고되었다. |  |      |
| 2018년 12월 6일 (목요일) |  | 편집 |

| 2018년 12월 6일 (목요일) |  | 편집 |

| \| 2018년 12월 7일 (금요일) \| \| 편집 \| |  |      |
| 사건사고 - 세월호 유가족에 대한 불법 사찰을 지시한 혐의로 검찰 수사를 받던 이재수 전 국군기무사령관이 숨진 채 발견됐다. 무력 충돌과 공격 - 노란 조끼 시위: 프랑스 정부는 주요 집회 현장에 총 8만 9천여 명의 경찰을 투입할 계획이다. 시위가 가장 격렬한 양상을 띠는 수도 파리에는 경찰 8천여 명과 함께 장갑차 십여 대를 투입하기로 하였다. |  |      |
| 2018년 12월 7일 (금요일) |  | 편집 |

| 2018년 12월 7일 (금요일) |  | 편집 |

| \| 2018년 12월 8일 (토요일) \| \| 편집 \| |  |      |
| 재해 - 경상북도 구미시 북북서쪽 23km 지역에서 규모 2.4의 지진이 발생하였다. 사건사고 - KTX 강릉선 탈선사고: 강원도 강릉시 운산동 일대에서 강릉선 KTX 열차가 탈선하여 진부역~강릉역 간 운행이 중단되고 10여 명의 경상자가 발생하였다. |  |      |
| 2018년 12월 8일 (토요일) |  | 편집 |

| 2018년 12월 8일 (토요일) |  | 편집 |

| \| 2018년 12월 9일 (일요일) \| \| 편집 \| |  |      |
| 과학과 기술 - 미국의 천체물리학자 리카르도 자코니가 87세를 일기로 숨졌다. 자코니는 2002년 우주 X선원 발견으로 노벨물리학상을 수상한 바 있다. 법과 범죄 - 전 윤장현 광주광역시장이 네팔에서 귀국하였다. 윤장현은 10일 '피의자'로 전환되어 검찰청으로 출석할 예정이다. 재해 - 오후 2시 6분에 경상북도 포항시 남구 동남동쪽 34㎞ 해역에서 규모 2.2의 지진이 발생하였다. - 저녁 8시 40분에 경기도 의정부시의 건물에서 화재가 발생하여 1시간 만인 밤 9시 50분쯤 진화되었다. 소방서 추산 3억여 원의 재산 피해가 발생하였다. 정치와 선거 - 아르메니아에서 국회의원 선거가 실시되었다. 지난 4월에서 5월에 걸쳐 이루어진 혁명 이후 처음으로 실시되는 실시되는 국회의원 선거이다. |  |      |
| 2018년 12월 9일 (일요일) |  | 편집 |

| 2018년 12월 9일 (일요일) |  | 편집 |

| \| 2018년 12월 10일 (월요일) \| \| 편집 \| |  |      |
| 과학과 기술 - 과학자들이 지난 11월 5일에 보이저 2호가 태양권을 벗어나 성간층에 진입하였다고 밝혔다. 1977년 발사 이후, 약 41년 여 만이다. 무력 충돌과 공격 - 노란 조끼 시위: 경찰이 시위 진압을 위하여 장갑차 등 경찰 차량을 세워 주요 도로를 차단하였다. 시내의 관광 명소와 쇼핑몰, 식당 등은 대부분 문을 닫았고, 지하철은 운행을 중단하였다. 보르도에서는 애플 스토어 매장 내 제품이 시위자에 의하여 약탈당하는 일이 발생하였다. 법과 범죄 - 미국 자유 아시아 방송은 조선민주주의인민공화국 당국이 대한민국과 협의 없이 개성공단을 무단 가동하여 고급 의류를 생산·판매하고, 상표 없이 제품을 유통하여 중국에 수출하거나 북한 내에서 부유층을 상대로 고가에 판매하고 있다고 밝혔다. - 아프가니스탄 여자 축구 국가대표팀 성폭행 파문 의혹(12월 5일)의 핵심으로 지목받은 축구연맹 간부들이 무더기로 자격정지 처분을 받았다. 자격정지 대상에는 아프가니스탄 축구 연맹 회장을 비롯해 부회장 등 간부와 골키퍼 코치 등이 포함되었다. - 여성 모델을 강제추행한 혐의로 기소된 사진작가 로타가 모델과의 신체 접촉이 있었다고 인정하였다. 검찰이 증인으로 신청한 피해자 A씨에 대한 증인신문은 2019년 1월 16일 오후 4시에 열릴 예정이다. - 직원들을 상대로 폭행·엽기행각을 일삼은 등의 혐의로 구속기소 된 양진호 한국미래기술회장이 검·경을 대상으로 로비를 한 정황이 있다는 주장이 제기되었다. 사고 - KTX 강릉선 탈선사고: 대한민국의 철도 공기업 코레일은 12월 8일 강릉선에서 발생한 KTX 탈선 사고의 복구 작업을 완료하고, 운행을 재개한다고 밝혔다. - 아프리카 동부 수단에서 헬리콥터 추락으로 알카다리프 주 주지사와 4명의 다른 관리들이 사망하였다. |  |      |
| 2018년 12월 10일 (월요일) |  | 편집 |

| 2018년 12월 10일 (월요일) |  | 편집 |

| \| 2018년 12월 11일 (화요일) \| \| 편집 \| |  |      |
| 무력 충돌과 공격 - 2018년 스트라스부르 총기 난사 사건: 프랑스 스트라스부르 도심에서 테러로 의심되는 총격 사건이 일어나 3명이 사망하고 12명의 부상자가 발생하였다. 법과 범죄 - 대한민국 검찰청은 대한민국 공직선거법 위반 등의 혐의를 받는 이재명 경기도지사를 기소하고, 부인 김혜경은 불기소 처분하였다. - 미국 재무부는 지속적이고 심각한 인권침해와 관련하여 최룡해 북한 노동당 중앙위원회 부위원장과 정경택 국가보위상, 박광호 노동당 부위원장 겸 선전선동부장을 대북제재 대상에 추가하였다. - 서울 강서구 PC방 살인 사건: 검찰은 김성수가 미리 가져온 흉기로 피해자를 80차례 찔렀고, 범행 당시 심신미약 상태에 있지 않았다고 밝혔다. 또 당시 장면이 녹화된 폐쇄회로(CC)TV와 현장 목격자들의 진술 등을 토대로 김성수의 동생에게 살인죄를 적용하기는 어렵다고 판단하였다. 사고 - KTX 강릉선 탈선사고: 오영식 한국철도공사 사장이 12월 8일 강릉선에서 발생한 KTX 열차 탈선 사고와 관련하여 사퇴하였다. - 경기도 용인시 경부고속도로 신갈분기점 부근에서 버스 2대와 승합차 1대가 추돌해 10여 명이 다치는 사건이 일어났다. 사회 - 수도권 광역급행철도 C노선: 대한민국 국토교통부는 경기도 양주시에서 수원시를 연결하는 광역급행철도 C 노선이 예비타당성조사를 통과하였다고 밝혔다. |  |      |
| 2018년 12월 11일 (화요일) |  | 편집 |

| 2018년 12월 11일 (화요일) |  | 편집 |

| \| 2018년 12월 12일 (수요일) \| \| 편집 \| |  |      |
| 과학과 기술 - 한국기계연구원 연구진이 대한민국에서는 처음으로 스마트로봇 의족 상용화에 성공하였다. 첫 로봇 의족은 목함지뢰 도발로 오른쪽 발목을 잃은 김정원중사(27)에게 선사하였다. 문화와 예술 - 대한민국의 작가 겸 방송인 허지웅이 악성림프종 진단을 받았다고 밝혔다. 법과 범죄 - 대한민국 국세청은 고소득 유튜브 제작자의 세금 탈루 의혹 등에 대해 구글코리아를 상대로 조사에 착수하였다. - 인천 중학생 추락사 사건: 인천광역시에서 또래 중학생을 집단폭행한 뒤 15층 아파트 옥상에서 추락해 숨지게 한 10대 남녀 4명이 재판에 넘겨졌다. 피의자 중 피해자의 패딩점퍼를 입고 법원에 출석한 10대에게는 사기죄가 추가로 적용되었다. 사고 - 대한민국 서울특별시 양천구 목동 아파트 인근에 매설된 온수관이 파열돼 17시간 동안 인근 1천800여 세대에 온수와 난방 공급이 중단돼 주민들이 불편을 겪었다. 사회 - 대한민국 경부고속도로 영천 나들목 ~ 언양 나들목 구간이 7년간의 공사 끝에 오후 6시부터 4차로에서 6차로로 개통하였다. - 대한민국 대법원은 사법행정권 남용 의혹 사건의 후속 조치로 법원행정처를 폐지하고 사법행정회의와 법원사무처를 신설하는 내용을 골자로 하는 개혁안을 국회에 보고하였다. 재해 - 대한민국 전라북도 부안군 동남동쪽 4㎞ 지역에서 규모 2.3의 지진이 발생하였다. 정치와 선거 - 영국 테리사 메이 총리의 신임을 묻는 투표 결과, 보수당 당대표 및 총리직 유지가 결정되었다. 보수당 하원의원 317명이 참여한 투표 결과, 찬성 200표, 반대 117표로 불신임 결의가 무산되었다. 향후 1년 이내에는 신임투표를 다시 치를 수 없다. |  |      |
| 2018년 12월 12일 (수요일) |  | 편집 |

| 2018년 12월 12일 (수요일) |  | 편집 |

| \| 2018년 12월 13일 (목요일) \| \| 편집 \| |  |      |
| 국제 관계 - 대한민국과 조선민주주의인민공화국은 철도·도로 연결 및 현대화 착공식을 12월 26일 판문역에서 여는데 합의하였다고 밝혔다. - 중화인민공화국은 캐나다 국민이 국가 보안법을 위반한 혐의로 구금되어 있다고 보도하였다. 중화인민공화국 외교부는 2명의 캐나다 국민이 구금되어 있다고 주장하였다. 군사 - 조선민주주의인민공화국 개성시 인근에서 헬기로 추정되는 저속 비행체가 군사분계선(MDL) 쪽으로 내려온 것으로 알려졌다. 비행체가 전술조치선(TAL)으로 다가오자 대한민국 공군은 전투기를 긴급 발진시킨 사건이 있었다. - 예멘 내전 (2015년-현재): 예멘 정부와 후티 반군이 호데이다에서 휴전하고, 병력을 철수하는 데 합의했다. 안토니우 구테흐스 유엔사무총장은 스웨덴 림보(Rimbo)에서 양측이 일주일간의 평화회담을 갖고, 이같이 합의했다고 밝혔다. 다음 협상은 2019년 1월 말로 예정되어있다. 무력 충돌과 공격 - 2018년 스트라스부르 총기 난사 사건: 12월 12일 프랑스 스트라스부르에서 발생한 총격사건 용의자가 사살되었다. 지하디스트으로 추정되는 용의자는 사건현장에서 경찰과 총격전을 벌이다 도주하였으며, 이후 체포작전 중 사살된 것으로 알려졌다. 사고 - 2018년 앙카라 열차 충돌 사고: 터키 앙카라에서 고속 열차가 다른 기관차와 충돌해 탈선하는 사고가 발생하였다. 이 사고로 최소 9명이 숨지고, 40여 명이 다쳤다. 법과 범죄 - 콜롬비아 법원은 브라질의 다국적 기업인 Odebrecht가 부정부패를 선동 한것에 대한 조사를 진행하는 가운데 10년 동안 브라질에서 활동하지 못하게 금지시켰다. |  |      |
| 2018년 12월 13일 (목요일) |  | 편집 |

| 2018년 12월 13일 (목요일) |  | 편집 |

| \| 2018년 12월 14일 (금요일) \| \| 편집 \| |  |      |
| 국제 관계 - 오스트레일리아 정부는 공식적으로 서예루살렘을 이스라엘의 수도로 인정하지만 팔레스타인과의 평화 정착에 이르기까지 텔아비브 주재 대사관을 옮기지 않기로 하였다. 무력 충돌과 공격 - 2018년 스트라스부르 총기 난사 사건: 12월 12일 프랑스 스트라스부르에서 발생한 총격 사건에서 총상을 입은 이탈리아 기자가 사망하였다. 총격 사건으로 인한 사망자는 4명으로 늘었다. |  |      |
| 2018년 12월 14일 (금요일) |  | 편집 |

| 2018년 12월 14일 (금요일) |  | 편집 |

| \| 2018년 12월 15일 (토요일) \| \| 편집 \| |  |      |
| 스포츠 - 2018년 AFF 스즈키컵(2018년 아세안 축구 선수권 대회) - 베트남이 결승 2차전 경기에서 1 : 0 으로 말레이시아를 꺾고, 1·2차전 합계 3 : 2 로 우승하였다. 베트남의 우승은 2008년 이후 10년 만이다. - 응우옌아인득(Nguyễn Anh Đức)이 전반 6분 기록한 골이 결승골로 이어졌다. - 베트남 대표팀을 지휘한 박항서 감독의 출신 국가인 대한민국에서는, 이례적으로 지상파 방송사 SBS에서 정규 방송을 결방하고, 결승 2차전 경기를 생중계하였다. 정치와 선거 - 2018년 스리랑카 헌정위기: 마힌다 라자팍사 신임 총리가 사퇴 의사를 밝혔다. - 2018년 콘스탄티노폴리스-모스크바 분열: 우크라이나 대통령 페트로 포로셴코는 우크라이나 정교회가 새로운 교회의 수장으로 선출한 후 해외 러시아 정교회와 분리된 새로운 동방 정교회의 설립을 선언하였다. |  |      |
| 2018년 12월 15일 (토요일) |  | 편집 |

| 2018년 12월 15일 (토요일) |  | 편집 |

| \| 2018년 12월 16일 (일요일) \| \| 편집 \| |  |      |
| 스포츠 - 2018년 남자 하키 월드컵: 벨기에 대표팀이 우승하였다. 벨기에 대표팀은 0 : 0 무승부, 승부치기 결과 3 : 2로 네덜란드 대표팀을 꺾었다. 한편, 오스트레일리아가 8 : 1로 잉글랜드를 꺾고, 3위를 기록하였다. 재해 - 중국 쓰촨성에서 규모 5.7의 지진이 발생해 가옥이 무너지고 2명의 부상자가 발생하였다. - 인도네시아 소푸탄산에서 화산이 분화하였다. - 스위스 취리히에서 버스 충돌 사고로 1명이 사망하고 44명 부상자가 발생하였다. 정치와 선거 - 2018년 스리랑카 헌정위기: 지난 10월 26일 해임되었던 라닐 위크레메싱게 총리가 다시 취임하였다. |  |      |
| 2018년 12월 16일 (일요일) |  | 편집 |

| 2018년 12월 16일 (일요일) |  | 편집 |

| \| 2018년 12월 17일 (월요일) \| \| 편집 \| |  |      |
| 국제 관계 - 2018년 유엔 기후 변화 회의: 196개국 대표들이 지구 온난화에 대한 파리 협약 이행 규칙에 동의하였다. 문화와 예술 - 대한민국에서 영화 보헤미안 랩소디가 관객 수 800만 명 돌파하였다. - 미국의 배우, 영화 감독, 영화 제작자 페니 마셜이 75세를 일기로 숨졌다. 법과 범죄 - 브라질 고이아스주에서 신앙 치료를 한다며 300명이 넘는 여성들을 성폭행한 혐의로 경찰의 추적을 받아온 신앙치료사가 자수하는 사건이 발생하였다. - 대한민국 경찰청은 12월 18일부터 음주운전을 하다 사람을 사망에 이르게 한 경우 무기징역 또는 3년 이상의 징역(윤창호법 적용)으로 처벌이 대폭 강화되었다고 발표하였다. - 대한민국 부산광역시 북항에서 하역해 부산신항으로 이동하려던 컨테이너에서 시가 1천900억원 상당 코카인 63.88㎏을 발견되었다. 사고 - 일본 북부 홋카이도의 중심도시 삿포로의 한 식당에서 폭발사고가 일어나 40여명이 다쳤고 이 중 1명은 심각한 상태이다. 재해 - 대한민국 경상북도 영덕군 동북동쪽 28㎞ 해역에서 규모 2.2의 지진이 발생하였다. |  |      |
| 2018년 12월 17일 (월요일) |  | 편집 |

| 2018년 12월 17일 (월요일) |  | 편집 |

| \| 2018년 12월 18일 (화요일) \| \| 편집 \| |  |      |
| 사고 - 강릉 펜션 유독가스 질식 사고: 강릉의 한 펜션에서 대성고등학교 학생 10명이 단체 숙박 중 일산화 탄소 중독으로 의식이 없는 채로 발견되었다. 3명이 사망하고 6명은 의식이 없는 상태로 남아있으며 1명은 의식이 돌아왔다. 스포츠 - 2018년 대한축구협회 시상식: 올해의 선수상에 황의조 선수가 선정되었다. 재해 - 일본 남서부 가고시마현의 화산 구치노에라부섬에서 대규모 분화가 발생하였다. |  |      |
| 2018년 12월 18일 (화요일) |  | 편집 |

| 2018년 12월 18일 (화요일) |  | 편집 |

| \| 2018년 12월 19일 (수요일) \| \| 편집 \| |  |      |
| 경제와 비즈니스 - 미국 연방준비제도(Fed, 연준)가 기준금리를 0.25% 인상(2.00%~2.25% → 2.25%~2.50%)하였다. 2018년 들어 네 번째 인상으로, 미국 기준 금리는 연초 대비 1%가 상승한 수준이 되었다. 연준은 지난 3월과 6월, 9월에 각각 0.25%씩 금리를 인상한 바 있다. 한편 2019년도에는 예정했던 세 차례의 인상을, 두 차례로 줄일 것임을 시사하였다. 대한민국의 한국은행 기준금리(1.75%)와의 격차는 0.75% 높은 수준으로 벌어졌다. 사고 - 영국 콘월주 팰머스에서 16,000톤 급 러시아 국적 화물선이 강풍으로 인하여 좌초하는 사건이 일어났다. |  |      |
| 2018년 12월 19일 (수요일) |  | 편집 |

| 2018년 12월 19일 (수요일) |  | 편집 |

| \| 2018년 12월 20일 (목요일) \| \| 편집 \| |  |      |
| 법과 범죄 - 서울특별시 38세금징수과 기동팀은 전두환 전 대통령이 체납한 지방소득세 9억7800만원을 징수하기 위해 연희동 자택을 수색했다. - 페이스북이 가입자 개인정보 유출 혐의로 미국 워싱턴 D.C.로부터 소송을 당했다. - 수단 전역에서 빵과 연료 가격 상승으로 시위가 일어나 최소 8명이 사망하였다. - 인천 중학생 추락사 사건: 가해자들은 구치소에서 생활하는 내내 전혀 반성하지 않는 것으로 전해졌다. 사고 - 경기도 화성시 동탄신도시에 있는 초고층 주상복합건물인 메타폴리스에서 화재가 발생했으나, 경보기와 스프링클러가 정상작동했고 주민 350여 명이 황급히 대피한 덕분에 인명피해는 없었다. 스포츠 - 2019년 AFC 아시안컵에 나설 23명의 축구대표팀 선수 명단이 최종 확정되었다. 재해 - 캐나다 밴쿠버와 밴쿠버섬이 심한 폭풍으로 집과 도로가 손상되고 브리티시컬럼비아주에서는 100년된 부두가 파괴되었다. 정치와 선거 - 미국의 국방부 장관 제임스 매티스는 2019년 2월 말에 은퇴할 것이라고 밝혔다. |  |      |
| 2018년 12월 20일 (목요일) |  | 편집 |

| 2018년 12월 20일 (목요일) |  | 편집 |

| \| 2018년 12월 21일 (금요일) \| \| 편집 \| |  |      |
| 사건사고 - 미국 도널드 트럼프 대통령이 긴급 지출 법안에 대한 서명을 거부키로 한 데 대해 연방정부 폐쇄가 현실화될 가능성이 높아졌다. 재해 - 러시아 클류치 남동쪽 278km 해역 규모 7.4 지진이 발생하였다. - 대한민국 경상남도 거창군 북북동쪽 약 9km 지역에서 규모 2.7의 지진이 발생하였다. |  |      |
| 2018년 12월 21일 (금요일) |  | 편집 |

| 2018년 12월 21일 (금요일) |  | 편집 |

| \| 2018년 12월 22일 (토요일) \| \| 편집 \| |  |      |
| 재해 - 2018년 순다 해협 쓰나미: 인도네시아 순다 해협 내의 화산인 '아낙 크라카타우산'('크라카타우산의 아이'라는 뜻)이 분화하며 해저 산사태가 일어났다. 그리고 이로 인하여 순다 해협 일대에 쓰나미가 발생해 인명 및 재산 피해가 발생하였다. 정치와 선거 - 2018년 미국 연방 정부 폐쇄: 미국 도널드 트럼프 대통령이 긴급 지출 법안에 대한 서명을 거부키로 한 데 대해 예산안 처리가 불발되면서, 국방과 치안등 필수 공무를 제외한 일부 미국 연방 정부 기능이 폐쇄(셧다운) 되었다. - 쿠바 의회에서 개헌안이 통과되었다. 새 헌법에 대한 찬반 국민투표는 내년 2월로 예정되어 있다. |  |      |
| 2018년 12월 22일 (토요일) |  | 편집 |

| 2018년 12월 22일 (토요일) |  | 편집 |

| \| 2018년 12월 23일 (일요일) \| \| 편집 \| |  |      |
| 사건사고 - 민관합동조사단에서 BMW화재 최종 조사 결과를 12월 24일날에 발표할 예정이다. 재해 - 2018년 순다 해협 쓰나미: 인도네시아 순다 해협 근처 해변에서 발생한 쓰나미로 인한 사망자가 222명, 부상자가 843명, 실종자는 30명으로 급증하였다. |  |      |
| 2018년 12월 23일 (일요일) |  | 편집 |

| 2018년 12월 23일 (일요일) |  | 편집 |

| \| 2018년 12월 24일 (월요일) \| \| 편집 \| |  |      |
| 법과 범죄 - 대한민국 정부에서 결함을 은폐·축소하고 늑장리콜한 책임을 묻기 위해 BMW를 검찰에 고발하고 과징금 112억원을 부과할 계획이라고 밝혔다. 사건사고 - 민관합동조사단에서 BMW 자동차 화재사고 원인은 EGR 시스템의 구조적 결함 때문이라는 최종 결론을 발표하였다. 스포츠 - 토트넘 홋스퍼 FC의 손흥민은 에버턴 FC를 상대로 2골 1도움의 맹활약으로 파워랭킹 1위를 차지했다. 재해 - 2018년 순다 해협 쓰나미: 인도네시아 순다 해협 근처 해변에서 발생한 쓰나미로 인한 사망자가 373명, 부상자가 1400명, 실종자는 128명으로 급증하였다. |  |      |
| 2018년 12월 24일 (월요일) |  | 편집 |

| 2018년 12월 24일 (월요일) |  | 편집 |

| \| 2018년 12월 25일 (화요일) \| \| 편집 \| |  |      |
| 경제와 비즈니스 - 일본 도쿄 증권거래소의 닛케이 225 지수가 5% 이상 급락하며 2만 포인트 아래로 내려갔다. 니케이지수가 2만 포인트 아래로 내려간 것은 지난 2017년 9월 15일 이후 약 1년 개월여 만이다. 국제 관계 - 일본 정부가 각의(대한민국의 국무회의)에서 국제포경위원회(IWC) 탈퇴를 의결하였다. 법과 범죄 - 태국 의회에서 만장일치로 의료용 대마초(마리화나) 합법화 법안이 통과되었다. 아시아에서 의료용 대마초를 합법화하는 것은 태국이 최초이다. |  |      |
| 2018년 12월 25일 (화요일) |  | 편집 |

| 2018년 12월 25일 (화요일) |  | 편집 |

| \| 2018년 12월 26일 (수요일) \| \| 편집 \| |  |      |
| 국제 관계 - 일본 스가 요시히데 관방장관이 국제포경위원회(IWC)를 탈퇴하고, 내년 7월부터 근해 및 자국의 배타적 경제 수역(EEZ)에서 상업 포경을 재개하겠다고 밝혔다. 전날(12월 25일) 각의에서는 IWC 탈퇴안이 의결된 바 있다. 일본이 2019년 1월 1일까지 IWC에 탈퇴 의사를 전하면, 2019년 6월 30일 이후 상업 포경을 재개할 수 있다. 군사 - 러시아가 마하 20(시속 24,480km)의 극초음속 미사일 아방가르드의 시험 발사에 성공했다고 밝혔다. 이 미사일은 미국의 유도탄방어(MD) 체계를 무력화할 수 있는 성능을 지닌 것으로 알려져 있다. 법과 범죄 - 청와대 특별감찰반 비위 의혹: 대한민국 검찰청은 청와대 민정수석비서관실 내 사무실을 압수수색하며 본격 수사에 돌입하였다. - 대한민국 서울특별시지방경찰청 사이버수사대는 성폭력처벌법 위반 혐의로 일간베스트 이용자 13명을 검거하였다. 사건사고 - 오후 5시 16분에 서울특별시 강남구 청담동 5층 건물 신축공사장에서 화재가 발생하였다. 사회 - 남북철도 연결사업: 오전 10시, 조선민주주의인민공화국 황해북도 개성특급시 판문역에서 남북 철도·도로 연결 및 현대화 착공식이 열렸다. 이 행사는 사업 착수식의 성격으로 진행되었다. 재해 - 이탈리아 에트나 화산 인근서 규모 4.8 지진으로 10여명의 부상자가 발생하였다. |  |      |
| 2018년 12월 26일 (수요일) |  | 편집 |

| 2018년 12월 26일 (수요일) |  | 편집 |

| \| 2018년 12월 27일 (목요일) \| \| 편집 \| |  |      |
| 문화와 예술 - 대한민국의 가수 전태관이 57세를 일기로 숨졌다. 전태관은 음악 그룹 봄여름가을겨울의 일원으로 활동하였다. 재해 - 오전 3시 10분에 경상북도 봉화군 북동쪽 18㎞ 지역에서 규모 2.0의 지진이 발생하였다. 사회 - 대한민국 국회에서 태안화력발전소 사고에 대응하여 '김용균법'으로 불리는 산업안전보건법 개정안이 통과됐다. |  |      |
| 2018년 12월 27일 (목요일) |  | 편집 |

| 2018년 12월 27일 (목요일) |  | 편집 |

| \| 2018년 12월 28일 (금요일) \| \| 편집 \| |  |      |
| 무력충돌과 공격 - 이집트 피라미드 근처의 도로에서 사제 폭발물 폭발로 최소 4명이 숨지고, 10여 명이 부상을 입었다. 사회 - 대한민국 서울특별시는 2016년 4월 착공한 서울기록원이 2년 8개월여만에 준공되었으며, 2019년 5월경 개관할 예정이라고 밝혔다. |  |      |
| 2018년 12월 28일 (금요일) |  | 편집 |

| 2018년 12월 28일 (금요일) |  | 편집 |

| \| 2018년 12월 29일 (토요일) \| \| 편집 \|                                                                                                |  |      |
| 재해 - 필리핀 민다나오섬에서 규모 6.9의 지진이 발생하였다. 한때 필리핀과 인도네시아 일대에 쓰나미 경보가 내려지기도 하였으나, 해제되었다. |  |      |
| 2018년 12월 29일 (토요일) |  | 편집 |

| 2018년 12월 29일 (토요일) |  | 편집 |

| \| 2018년 12월 30일 (일요일) \| \| 편집 \| |  |      |
| 정치와 선거 - 방글라데시의 유권자들은 299명의 의원을 선출하기 위해 여론 조사에 나섰다 . 지지자들과 집권당의 치열한 충돌로 15명이 사망한 사건이 일어났다. |  |      |
| 2018년 12월 30일 (일요일) |  | 편집 |

| 2018년 12월 30일 (일요일) |  | 편집 |

| \| 2018년 12월 31일 (월요일) \| \| 편집 \| |  |      |
| 법과 범죄 - 서울특별시 종로구 강북삼성병원에서 환자인 박아무개(30세)가 진료 상담을 받던 중 의사인 임세원 정신건강의학과 교수의 가슴 부위를 흉기로 수차례 찔러 살인한 사건이 발생하였다. |  |      |
| 2018년 12월 31일 (월요일) |  | 편집 |

| 2018년 12월 31일 (월요일) |  | 편집 |

| <          | 2018년 12월 | 2018년 12월 | 2018년 12월 | 2018년 12월 | 2018년 12월 | >            |
| 일         | 월          | 화          | 수          | 목          | 금          | 토           |
|            |             |             |             |             |             | 1 10.24 정묘 |
| 2 25 무진  | 3 26 기사   | 4 27 경오   | 5 28 신미   | 6 29 임신   | 7 11.1 계유 | 8 2 갑술     |
| 9 3 을해   | 10 4 병자   | 11 5 정축   | 12 6 무인   | 13 7 기묘   | 14 8 경진   | 15 9 신사    |
| 16 10 임오 | 17 11 계미  | 18 12 갑신  | 19 13 을유  | 20 14 병술  | 21 15 정해  | 22 16 무자   |
| 23 17 기축 | 24 18 경인  | 25 19 신묘  | 26 20 임진  | 27 21 계사  | 28 22 갑오  | 29 23 을미   |
| 30 24 병신 | 31 25 정유  |             |             |             |             |              |

| 부고, 선거                                                     |
| \| 부고 - 2018년 - 11월 - 12월 - 2019년 - 1월 선거 편집하기 \| |
| - 2018년 - 11월 - 12월 - 2019년 - 1월 편집하기                 |

| - 2018년 - 11월 - 12월 - 2019년 - 1월 편집하기 |